# 90526 Paullorenz
90526 Paullorenz este un asteroid din centura principală de asteroizi.

## Descriere
90526 Paullorenz este un asteroid din centura principală de asteroizi. A fost descoperit pe 16 martie 2004 în cadrul proiectului Catalina Sky Survey. Asteroidul prezintă o orbită caracterizată de o semiaxă mare de 2,32 ua, o excentricitate de 0,05 și o înclinație de 6,4° în raport cu ecliptica.